# حسین‌آباد پایین (سیرجان)
حسین‌آباد پایین یک روستا در ایران است که در شهرستان سیرجان واقع شده‌است.